# Ferdinando Sforzini
Ferdinando Sforzini, detto anche Fernando (Tivoli, 4 dicembre 1984), è un dirigente sportivo ed ex calciatore italiano, di ruolo attaccante.
Durante la sua permanenza a Grosseto gli sono stati affibbiati i soprannomi Nandogoal e Tagliagole, soprannome ricorrente alla sua esultanza a seguito di un gol, ispirata alla celebre Signature Taunt del wrestler canadese Chris Benoit.

## Caratteristiche tecniche
Punta di peso, forte fisicamente, abile nel gioco aereo e nel colpo di testa. In grado di reggere da solo il peso dell'attacco, prediligeva difendere palla con il fisico per favorire gli inserimenti dei compagni.

## Carriera

### Giocatore
Inizia la sua carriera nei dilettanti del Tor di Quinto,, prima di approdare al Napoli, che lo inserisce nel proprio settore giovanile. In seguito passa nelle giovanili della Lazio, che lo cede al Sassuolo, in Serie C2. Il 9 gennaio 2005 mette a segno una tripletta contro il Portogruaro (4-0 il finale). A fine stagione viene acquistato dall'Udinese, che il 25 agosto lo cede in prestito al Verona. Esordisce in Serie B il 28 agosto in Verona-Avellino (0-0), valida per la prima giornata di campionato, giocando titolare. Il 4 settembre, nella trasferta persa 3-2 contro l'Atalanta, segna la sua prima rete con gli scaligeri. Chiude la stagione con 35 presenze e 5 reti.
Il 7 agosto 2009 viene ingaggiato, in prestito oneroso con diritto di riscatto per la comproprietà, dal Bari. Esordisce in Serie A il 23 agosto in Inter-Bari (1-1). Viene sostituito al 60' da Emanuel Rivas. Dopo aver trascorso una stagione ai margini della rosa allenata da Gian Piero Ventura, il 25 agosto 2010 - voluto dal tecnico Andrea Mandorlini - passa in prestito al CFR Cluj, in Romania. Il 15 settembre esordisce in Champions League contro il Basilea, incontro valido per la prima giornata della fase a gironi, subentrando al 34' della ripresa al posto di Lacina Traoré.
Il 7 gennaio 2011 torna in Italia trasferendosi in prestito con diritto di riscatto al Grosseto. Il 10 maggio viene squalificato per due giornate dal giudice sportivo, per essersi rivolto verso la curva del Modena compiendo il gesto del tagliagole durante l'esultanza della propria rete. Le due giornate di squalifica verranno poi annullate in seguito al ricorso. A fine stagione viene riscattato dai toscani.
Il 3 dicembre 2011 mette a segno con un sinistro al volo, a pochi minuti dal termine, la rete che permette ai toscani di imporsi in trasferta sul Pescara (1-2 il finale). Termina la stagione con 38 presenze e 20 reti risultando terzo capocannoniere del campionato, alla pari con Gianluca Sansone, e alle spalle dei soli Immobile e Sau.
Il 15 settembre 2012 raggiunge al decimo posto Renato Fioravanti, Guido Querci e Alfonso Sicurani nella classifica dei migliori marcatori di sempre della società toscana. Durante la permanenza di Mario Somma sulla panchina del Grosseto è stato capitano della squadra. Conclude l'anno solare con 19 reti, risultando il miglior marcatore della cadetteria, a pari reti con Marco Sansovini.
Il 31 gennaio 2013 passa a titolo definitivo al Pescara, con cui firma un contratto di due anni e mezzo, valido fino al 30 giugno 2015. Alla società toscana, oltre ad un conguaglio economico di 1.5 milioni di euro, sono stati ceduti in prestito i cartellini di Danilo Soddimo e Gastón Brugman. Complici diversi infortuni, in Abruzzo non riesce ad incidere.
Il 1º settembre 2014 firma un biennale con il Latina. Esordisce con la nuova maglia cinque giorni dopo segnando una rete al Crotone. I pontini vinceranno l'incontro 1-0. Accantonato da Roberto Breda, il 2 febbraio 2015 passa a titolo definitivo alla Virtus Entella, nello scambio che porta Gianluca Litteri a compiere il percorso inverso. Una sua doppietta all'esordio con l'Entella decide il derby con lo Spezia. Il 14 marzo mette a segno una tripletta - la prima in Serie B - contro il Frosinone.
Fuori dai progetti tecnici della società, il 22 gennaio 2016 si lega fino al 2018 al Pavia, in Lega Pro.
Il 18 agosto - svincolatosi dai lombardi, in seguito al fallimento della società - si lega per una stagione alla Viterbese. All'esordio con i laziali segna una delle tre reti che consentono ai padroni di casa di battere il Gubbio 3-1 e di accedere ai sedicesimi di Coppa Italia Lega Pro. Il 16 si infortuna gravemente alla tibia sinistra, riportandone una frattura composta e subendo uno stop forzato di almeno 3 mesi. Il 24 gennaio 2018 la Viterbese ottiene - appellandosi al Collegio Arbitrale, in quanto sosteneva che il calciatore, decorsi oltre sette mesi dall’infortunio, non fosse ancora abile all’attività sportiva - la risoluzione del contratto.
L'11 settembre 2018 torna all'Avellino, in Serie D. Mette a segno 11 reti, contribuendo al ritorno in terza serie degli irpini. Il 18 settembre 2019 si accorda con il Palermo, militante nel girone I della Serie D. Mette a segno 5 reti - di cui tre decisive, tra cui la doppietta nel derby vinto 2-0 contro il Messina - in 14 presenze, contribuendo alla vittoria del campionato dei rosanero. Il 9 settembre 2020 viene tesserato dal Campobasso, con cui termina la carriera da calciatore.

### Dirigente
Terminata la carriera agonistica, nell'aprile 2022 consegue il diploma da direttore sportivo.
Il 20 novembre 2024 viene nominato nuovo club manager dell'Ascoli. Il 30 gennaio, contestualmente alle dimissioni di Emanuele Righi, ne diventa il direttore sportivo fino al termine della stagione.

## Statistiche

### Presenze e reti nei club
| Stagione              | Squadra               | Campionato            | Campionato | Campionato | Coppe nazionali | Coppe nazionali | Coppe nazionali | Coppe continentali | Coppe continentali | Coppe continentali | Altre coppe | Altre coppe | Altre coppe | Totale | Totale |
| Stagione              | Squadra               | Comp                  | Pres       | Reti       | Comp            | Pres            | Reti            | Comp               | Pres               | Reti               | Comp        | Pres        | Reti        | Pres   | Reti   |
| --------------------- | --------------------- | --------------------- | ---------- | ---------- | --------------- | --------------- | --------------- | ------------------ | ------------------ | ------------------ | ----------- | ----------- | ----------- | ------ | ------ |
| 2003-2004             | Sassuolo              | C2                    | 9+1        | 0          | CI-C            | 4               | 0               | -                  | -                  | -                  | -           | -           | -           | 14     | 0      |
| 2004-2005             | Sassuolo              | C2                    | 29+2       | 9          | CI-C            | 4               | 0               | -                  | -                  | -                  | -           | -           | -           | 35     | 9      |
| Totale Sassuolo       | Totale Sassuolo       | Totale Sassuolo       | 38+3       | 9          |                 | 8               | 0               |                    | -                  | -                  |             | -           | -           | 49     | 9      |
| 2005-2006             | Verona                | B                     | 35         | 5          | CI              | -               | -               | -                  | -                  | -                  | -           | -           | -           | 35     | 5      |
| 2006-2007             | Modena                | B                     | 30         | 5          | CI              | 3               | 0               | -                  | -                  | -                  | -           | -           | -           | 33     | 5      |
| 2007-gen. 2008        | Vicenza               | B                     | 14         | 2          | CI              | 2               | 0               | -                  | -                  | -                  | -           | -           | -           | 16     | 2      |
| gen.-giu. 2008        | Ravenna               | B                     | 21         | 9          | CI              | -               | -               | -                  | -                  | -                  | -           | -           | -           | 21     | 9      |
| 2008-gen. 2009        | Grosseto              | B                     | 18         | 3          | CI              | 2               | 2               | -                  | -                  | -                  | -           | -           | -           | 20     | 5      |
| gen.-giu. 2009        | Avellino              | B                     | 12         | 7          | CI              | -               | -               | -                  | -                  | -                  | -           | -           | -           | 12     | 7      |
| 2009-2010             | Bari                  | A                     | 8          | 0          | CI              | 1               | 0               | -                  | -                  | -                  | -           | -           | -           | 9      | 0      |
| 2010-gen. 2011        | CFR Cluj              | L1                    | 3          | 0          | CR              | 2               | 1               | UCL                | 2                  | 0                  | SR          | 0           | 0           | 7      | 1      |
| gen.-giu. 2011        | Grosseto              | B                     | 20         | 8          | CI              | -               | -               | -                  | -                  | -                  | -           | -           | -           | 20     | 8      |
| 2011-2012             | Grosseto              | B                     | 38         | 20         | CI              | 2               | 1               | -                  | -                  | -                  | -           | -           | -           | 40     | 21     |
| 2012-gen. 2013        | Grosseto              | B                     | 20         | 10         | CI              | 1               | 1               | -                  | -                  | -                  | -           | -           | -           | 21     | 11     |
| Totale Grosseto       | Totale Grosseto       | Totale Grosseto       | 96         | 41         |                 | 5               | 4               |                    | -                  | -                  |             | -           | -           | 101    | 45     |
| gen.-giu. 2013        | Pescara               | A                     | 10         | 0          | CI              | -               | -               | -                  | -                  | -                  | -           | -           | -           | 10     | 0      |
| 2013-2014             | Pescara               | B                     | 20         | 2          | CI              | 1               | 0               | -                  | -                  | -                  | -           | -           | -           | 21     | 2      |
| Totale Pescara        | Totale Pescara        | Totale Pescara        | 30         | 2          |                 | 1               | 0               |                    | -                  | -                  |             | -           | -           | 31     | 2      |
| 2014-gen. 2015        | Latina                | B                     | 20         | 4          | CI              | -               | -               | -                  | -                  | -                  | -           | -           | -           | 20     | 4      |
| gen.-giu. 2015        | Virtus Entella        | B                     | 15+2       | 6          | CI              | -               | -               | -                  | -                  | -                  | -           | -           | -           | 17     | 6      |
| 2015-gen. 2016        | Virtus Entella        | B                     | 4          | 0          | CI              | 0               | 0               | -                  | -                  | -                  | -           | -           | -           | 4      | 0      |
| Totale Virtus Entella | Totale Virtus Entella | Totale Virtus Entella | 19+2       | 6          |                 | 0               | 0               |                    | -                  | -                  |             | -           | -           | 21     | 6      |
| gen.-giu. 2016        | Pavia                 | LP                    | 11         | 3          | CI+CI-LP        | -               | -               | -                  | -                  | -                  | -           | -           | -           | 11     | 3      |
| 2016-2017             | Viterbese             | LP                    | 9          | 1          | CI-LP           | 1               | 1               | -                  | -                  | -                  | -           | -           | -           | 10     | 2      |
| 2017-gen. 2018        | Viterbese             | C                     | -          | -          | CI-C            | -               | -               | -                  | -                  | -                  | -           | -           | -           | -      | -      |
| Totale Viterbese      | Totale Viterbese      | Totale Viterbese      | 9          | 1          |                 | 1               | 1               |                    | -                  | -                  |             | -           | -           | 10     | 2      |
| 2018-2019             | Avellino              | D                     | 28+4       | 11         | CI-D            | 1               | 0               | -                  | -                  | -                  | -           | -           | -           | 33     | 11     |
| Totale Avellino       | Totale Avellino       | Totale Avellino       | 40+4       | 18         |                 | 1               | 0               |                    | -                  | -                  |             | -           | -           | 45     | 18     |
| ago. 2019             | Cavese                | C                     | 1          | 0          | CI-C            | 0               | 0               | -                  | -                  | -                  | -           | -           | -           | 1      | 0      |
| set. 2019-2020        | Palermo               | D                     | 14         | 5          | CI-D            | -               | -               | -                  | -                  | -                  | -           | -           | -           | 14     | 5      |
| 2020-2021             | Campobasso            | D                     | 6          | 1          | -               | -               | -               | -                  | -                  | -                  | -           | -           | -           | 6      | 1      |
| Totale carriera       | Totale carriera       | Totale carriera       | 404        | 111        |                 | 24              | 6               |                    | 2                  | 0                  |             | 0           | 0           | 430    | 117    |

### Record

#### Con il Grosseto
- Calciatore ad aver segnato più gol in Serie B (41).

## Palmarès

### Club

#### Competizioni giovanili
- Campionato Allievi Regionali: 1

Tor di Quinto: 2000-2001

#### Competizioni nazionali
- Supercoppa di Romania: 1

CFR Cluj: 2010
- Serie D: 3

Avellino: 2018-2019 (Girone G)
Palermo: 2019-2020 (Girone I)
Campobasso: 2020-2021 (Girone F)
- Scudetto Dilettanti: 1

Avellino: 2018-2019